# Det Skånelandske Flags Dag
Det skånelandske flags dag er blevet fejret den tredje søndag i juli hvert år siden 1967 med bl.a. udnævnelse af Årets Skåning. Første gang 16. juli 1967 fik begivenheden stor opmærksomhed i de svenske medier, og der blev skrevet om skånsk revolution og en national frihedsbevægelse. Det opgives bl.a. at den svenske konge Gustav VI Adolf, den svenske statsminister Tage Erlander og det svenske sikkerhedspoliti Säpo blev informeret før festen på Bialitt i Midt-Skåne. Avisen Arbetet fra Malmø anklagede den 16. juli 1967 organisatorerne for landsforræderi: 
| „ | Jag ser mig tvungen att anmäla saken till myndigheterna om inte det här stoppas. Rena landsförräderiet att ordna en skånsk flaggdag. Man skändar ju både svenska och danska flaggorna. Räcker det inte med att gå till polisen i Malmö, ska jag föra saken vidare! | “ |

Men det skånelandske flags dag er i stedet blevet en familiefest, der siden er forløbet stille og roligt.
Foreningen Skånsk Fremtid har fejret flagdagen ved hejsning af Skånelands flag i Café Sejlklubben i Dragør 3. søndag i juli.